# Patrick Gillet
Pour les articles homonymes, voir Gillet.
 (octobre 2022).
La mise en forme du texte ne suit pas les recommandations de Wikipédia : il faut le « wikifier ».
Les points d'amélioration suivants sont les cas les plus fréquents :
- Les titres sont pré-formatés par le logiciel. Ils ne sont ni en capitales, ni en gras.
- Le texte ne doit pas être écrit en capitales (les noms de famille non plus), ni en gras, ni en italique, ni en « petit »…
- Le gras n'est utilisé que pour surligner le titre de l'article dans l'introduction, une seule fois.
- L'italique est rarement utilisé : mots en langue étrangère, titres d'œuvres, noms de bateaux, etc.
- Les citations ne sont pas en italique mais en corps de texte normal. Elles sont entourées par des guillemets français : « et ».
- Les listes à puces sont à éviter, des paragraphes rédigés étant largement préférés. Les tableaux sont à réserver à la présentation de données structurées (résultats, etc.).
- Les appels de note de bas de page (petits chiffres en exposant, introduits par l'outil «  Source ») sont à placer entre la fin de phrase et le point final[comme ça].
- Les liens internes (vers d'autres articles de Wikipédia) sont à choisir avec parcimonie. Créez des liens vers des articles approfondissant le sujet. Les termes génériques sans rapport avec le sujet sont à éviter, ainsi que les répétitions de liens vers un même terme.
- Les liens externes sont à placer uniquement dans une section « Liens externes », à la fin de l'article. Ces liens sont à choisir avec parcimonie suivant les règles définies. Si un lien sert de source à l'article, son insertion dans le texte est à faire par les notes de bas de page.
- La présentation des références doit suivre les conventions bibliographiques. Il est recommandé d'utiliser les modèles {{Ouvrage}}, {{Chapitre}}, {{Article}}, {{Lien web}} et/ou {{Bibliographie}}. Le mode d'édition visuel peut mettre en forme automatiquement les références.
- Insérer une infobox (cadre d'informations à droite) n'est pas obligatoire pour parachever la mise en page.

Pour une aide détaillée, merci de consulter Aide:Wikification.
Si vous pensez que ces points ont été résolus, vous pouvez retirer ce bandeau et améliorer la mise en forme d'un autre article.
 (octobre 2022).
Patrick Gillet, né le 4 avril 1956 à Soisy-sous-Montmorency, est un océanographe, professeur des universités, homme de sciences et de lettres, romancier et poète français.

## Biographie
Patrick Gillet né à Soisy-sous-Montmorency.
Océanographe, professeur d'université, il enseigne l’écologie à la Faculté des sciences de l'université catholique de l'Ouest d'Angers. Il est directeur de l’Institut de biologie et d'écologie appliquée de 1985 à 2002 puis vice-recteur chargé de la vie académique et de la recherche de 2002 à 2009.
Chargé des relations internationales avec l’Afrique et le Moyen-Orient, il a participé au programme européen Facilité Eau avec l'UNESCO sur le fleuve Niger au Mali.
Auteur de romans, de recueils de haïkus, poèmes courts d’origine japonaise, dont une anthologie bilingue de haïkus sur la Loire en collaboration avec le photographe Yannick Le Boulicaut.

## Recherche
Un premier axe de recherche concerne l'étude des écosystèmes marins profonds: campagnes océanographiques des Iles subantarctiques Crozet, Marion et Prince Edward, campagnes MD 08 BENTHOS et MD 30 BIOMASS et campagnes SEAMOUNT 1 et SEAMOUNT 2 sur les monts sous-marins de l'Atlantique Nord.
Un deuxième axe de recherche porte sur la dynamique des populations, en particulier Nereis diversicolor, espèce clé des estuaires dans le cadre du Programme national d'écotoxicologie (PNETOX) au sein de l’équipe de recherche Mer, molécules, santé (MMS). 
Depuis 2014, il poursuit l'étude de la dynamique des populations de Nereis diversicolor dans le cadre du programme RS2E sur la vasière des Brillantes de l’estuaire de la Loire et le programme ECOTONES dans l’estuaire de la Seine. 
Il participe également au programme de recherche BIOMAR avec l'université de Marrakech sur les annélides polychètes des substrats rocheux de la côte atlantique marocaine entre Essaouira et Safi.

## Programmes de recherche
- "Programme Facilité Eau" 7e PCRD UNESCO Projet Niger Loire
- "Programme REMER" Étude des annélides polychètes de la côte atlantique marocaine[1]
- "Programme RS2E" Fonctionnement biogéochimique de l’estuaire de la Loire : qualité de la faune benthique et bioturbation
- "Programme BIOMAR" Biodiversité des substrats rocheux du littoral de la région d’Essaouira-Safi, Maroc
- "Programme ECOTONES" Effets des contaminants sur les organismes de l’estuaire de la Seine

## Publications scientifiques récentes
- avec Métais I. Chatel A. Mouloud M. Perrein-Ettajani H.Bruneau M. Jrad N. Mouneyrac C. .: Is there a link between acetylcholinesterase, behavior and density populations of the ragworm Hediste diversicolor ? , Marine Pollution Bulletin, (2019).
- avec Chouikh N. Langton W. Cheggour M. Maarouf A. Mouabad A: First investigations on the composition and spatial distribution of polychaete feeding guilds of Essaouira protected coastal area (Atlantic coast of Morocco), Applied Ecology and Environmental Research, (2019).
- Histoire de l'écotoxicologie, SMETOX, (2018).
- avec Mouloud M. Mouneyrac M. : Key role of Hediste diversicolor (Polychaeta Nereididae)in estuarine ecosystems, Journal of Material and Environmental Science, (2018).
- Liste des annélides polychètes du Maroc, Bulletin de l'Institut Scientifique de Rabat, (2017).
- avec Salazar-Vallejo S.I. Surugiu V.. : How false is Nereis falsa? Polychaeta Nereididae, Revista de Biologia Tropical, (2017).
- avec Goumri M. Chaouti A. Chouikh N. Mouabad A. Maarouf A. Cheggour M.: First record of Boccardia polybranchia (Haswell, 1885) (Polychaeta Spionidae) from the Atlantic coast of Morocco ), Journal of Material and Environmental Science, (2017).
- Les annélides polychètes: modèles biologiques des écosystèmes marins et estuariens, Editions Universitaires Européennes, (2016).
- avec Ouassas, M., Lefrere, L., Ait Alla, A., Agnaou, M., Moukrim, A. : Reproductive cycle of Marphysa sanguinea (Polychaeta: Eunicidae) in a Saharan wetland: Khnifiss Lagoon (South of Morocco), Journal of Material and Environmental Science, (2015).
- avec Diaz-Jaramillo, M., Sandoval, N., Barra, R., Valdovinos C. 2015. Spatio-temporal population and reproductive responses in Perinereis gualpensis (Polychaeta: Nereididae) from estuaries under anthropogenic influences.  Chemistry and ecology.
- avec Zaabi, S., Metais I., Afli A., Boumaiza, M., 2015. Preliminary Study of Population Genetic Diversity of Hyalinoecia tubicola (Polychaeta: Onuphidae) from the North East Coast of Tunisia (Western Mediterranean) using Random Amplified Polymorphic DNA Markers. Journal of Coastal Zone Management. 18 (1): 1-6.
- avec Fossi  Tankoua  O. Buffet P.e. Amiard J.c. Amiard-triquet C. Mouneyrac C. Berthet B. : Intersite variations of a battery of biomarkers at different levels of biological organisation in the endobenthic worm Nereis diversicolor, Polychaeta, Nereididae, 2012, p. 114-115,96-103.
- avec Mouloud, M., Mouneyrac, C., Simo, P., Gilbert, F : Premilary data on the bioturbation activity of Hediste diversicolor, Polychaeta, Nereididae, (2012), p. 53-56.
- avec Sif, J., Rouhi, A., Moncef, M. : Biodiversité et écologie des annélides polychètes du littoral atlantique de la région d’El Jadida, Maroc, Bulletin de l’Institut Scientifique de Rabat, (2012), 34 p. 95-106.
- avec Amiard-Triquet C., Rainbow, P.S., :Environmental Assessment of Estuarine Ecosystems: A Case Study, CRC Press, Taylor and Francis Group, 2009[2].

## Autres publications

### Aphorismes
Cent pensées sur le monde flottant... (Sinope, 2022).

### Haïkus
- Indiens d'Amérique, photographies Martine Roulet (Le Petit Véhicule, 2022)
- Banquise : haïkus pour les enfants, illustrations Toni Demuro (Un chat la nuit, 2021)
- Océans, gravures Michèle Quélard (Le Petit Véhicule, 2021)
- Savane : haïkus pour les enfants, illustrations Toni Demuro (Un chat la nuit, 2019)  (ISBN 978-2-9554030-3-7)
- Cosmogonies (Le Petit Véhicule, 2019)  (ISBN 978-2371455702)
- Désirs photographies de Nina Egee (Le Petit Véhicule, 2018)  (ISBN 978-2371456273)
- Arabesques calligraphies de Mohammed Idali (Stellamaris, 2017)  (ISBN 978-2-36868-407-8)
- Arbres encres de Marion Le Pennec (Le Petit Véhicule, 2017)  (ISBN 978-2371455825)
- La coccinelle : haïkus pour les enfants, illustrations de Toni Demuro (Sarbacane, 2017)  (ISBN 9782848659657)
- Grappes de haïkus (Créazen, 2016) avec Annick Dandeville  (ISBN 978-2-9558056-0-2)
- Haïku et spiritualité (Feuillage, 2016)  (ISBN 978-2-37397-037-1)
- Écrire des haïkus (Écrire aujourd’hui, 2015)
- Miroir de Loire photographies de Yannick Le Boulicaut (Patrimoines & Médias, 2014)
- Bruissements de plume dessins de Gérard Loup (Pippa, 2014) (ISBN 978-2916506524)
- Banquise : haïkus pour les enfants , illustrations de Toni Demuro, Un Chat la nuit, 2021

### Haïbuns/Nouvelles
- La sente en pente douce (Stellamaris, 2018)  (ISBN 978-2-36868-499-3)

### Romans
- Le chat porte-bonheur, (Le Lys Bleu, 2021)  (ISBN 9 791 037 73 1166)
- Le jardin de sable, (Illador, 2020)
- Le mystère du code Voynich (Anfortas, 2019)  (ISBN 978-2-37522-068-9)
- Le maître des nuages (L’Harmattan, 2015)  (ISBN 978-2-343-05507-7)
- Perles noires (Durand-Peyroles, 2013)  (ISBN 978-2-36688-005-2)
- La terre des bogolans (Vents Salés, 2010)  (ISBN 978-2-35452-032-8)
- Fils du vent (Les 2 Encres, 2009)  (ISBN 978-2-35168-139-8)
- La néréide (Bénévent, 2008)

### Ouvrages collectifs
- Dans la forêt profonde, on entend le haïku (Pippa, 2019)
- Un haïku pour le climat (L'iroli, 2018)
- Le haïku à la lumière du braille (Renée Clairon, 2018)
- Erotique, à tous points de vue (Renée Clairon, 2017)
- Zestes d'orange (Renée Clairon, 2016)
- Haïkus (Traversées, 2015)
- Rivalités (Renée Clairon, 2015)
- Trente haïjins contre le nucléaire (Pippa, 2015)
- Les arts en poésie, Terpsichore (Les Presses Littéraires, 2014)
- Chemins croisés (Pippa, 2014)
- Amours (Forgeurs d’étoiles, 2014)
- Poems of 16th International Haiku Contest (Mainichi, Japan, 2014, 2012)
- L’anthologie Europoésie (Thierry Sajat, 2013, 2012)
- Enfance, commencement, Terpsichore (Les Presses Littéraires, 2012)
- Minéral (Les Petits Riens, 2012)

## Prix
- Lauréat Concours International le haïku à la lumière du braille, 2018
- Prix spécial Ambassade du Japon, 2017
- Prix Soleil Levant, 2015
- 2e Prix Terpsichore, 2014
- 1er Prix Haïkouest, 2013
- 2e Prix Senryu Haiku Roumanie, 2013
- 2e Prix Europoésie, 2013
- Prix d’honneur Terpsichore, 2012

- 2e Prix International Haiku Contest, Mainichi, Japon, 2012[3], 2014[4]

## Distinctions
- Officier de l'ordre des Palmes académiques
- Membre de l'Académie des sciences, belles-lettres et arts d'Angers
- Membre de la Société des Gens de Lettres